# Eustache de Refuge
Eustache de Refuge, seigneur de Précy et de Courcelles (1564 - septembre 1617), était un parlementaire, administrateur, homme d'État et écrivain français.

## Biographie
Eustache de Refuge est né dans une famille d'origine bretonne dont l'ascendance noble remonte au XIVe siècle. Son père, Jean de Refuge, était conseiller au Parlement de Bretagne puis au Parlement de Paris, le 14 janvier 1563. Sa mère, Marie Barthélemy, et sa belle-mère appartenaient toutes les deux à des familles de conseillers au Parlement de Paris
Il a étudié le droit à Bourges, et a été diplômé en 1586. En 1592, il a acheté une charge de conseiller au Parlement de Paris, et faisait partie de la majorité loyaliste du parlement pendant son séjour à Tours.
En 1595, Eustache de Refuge a épousé Hélène de Bellièvre, avec 42 000 livres de dot, veuve du maître des requêtes Claude Prévost (mort en 1590), fille de Pomponne de Bellièvre, qui avait été ambassadeur, intendant dans la généralité de Lyon, surintendant des finances avant  d'être brutalement congédié par Henri III, le 7 septembre 1588. Henri IV rappela Bellièvre et le nomma chancelier de France en 1599. Il resta à ce poste jusqu'à sa mort en 1607. Bellièvre a soutenu la carrière d'Eustache de Refuge, en particulier pendant ses années à Lyon.
Le 23 janvier 1597, Eustache de Refuge a reçu une commission, avec un président au parlement de Toulouse, pour enquêter sur les irrégularités financières de la cour des Aides et des Trésoriers de France dans la généralité de Montpellier. Une seconde commission l'a envoyé en mission avec le conseiller d'État de Maisse vérifier les affaires du roi en Lyonnais, Dauphiné et Provence pendant deux ans. À son retour, son beau-père étant devenu chancelier, il fut envoyé en Guyenne pour surveiller la mise en œuvre de l'Édit de Nantes.
En 1599, dans le choix d'un nouveau lieutenant-général à Toulouse, on lui préfère un jeune homme « qui a eu le grand mérite de contribuer 7000-8000 écus » pour assurer cette nomination. Par résignation de sa charge en sa faveur par Jean Hurault, il est nommé le 20 février 1600 maître des Requêtes ordinaire de l'Hôtel du roi alors qu'il n'a pas encore atteint les dix années qui étaient nécessaires dans la charge de conseiller aux cours souveraines pour accéder à cette charge que demandait le règlement de 1597. Cette nomination lui permettait d'espérer un avancement dans la hiérarchie administrative qui dépendait du chancelier.
En mars-avril 1601, il est nommé intendant de justice à Lyon par lettres de commission datées du 20 janvier. Sa commission lui demandait d'améliorer les finances locales, d'assurer le maintien de l'ordre dans la région, et de veiller à l'application du traité de Lyon signé entre le roi de France et le duc de Savoie. Un arrêt du conseil du roi de 1605 le charge de délimiter les frontières des provinces de Bresse et Dombes avec les commissaires nommés par le duc de Montpensier
Eustache de Refuge est resté à son poste à l'intendance de Lyon jusqu'en 1607. Sur proposition du chancelier Bellièvre, il a été ensuite nommé ambassadeur français aux treize cantons suisses dont l'ambassade était située à Soleure, pour succéder à Louis Lefèvre de Caumartin. À ce poste il a été chargé de renégocier l'alliance entre la France et les cantons suisses, ce qui comprenait la fourniture de troupes mercenaires suisses pour la guerre prévue avec la Maison d'Autriche. Eustache de Refuge reste dans cette ambassade jusqu'en 1611. Ensuite, il a été nommé conseiller d'État et envoyé comme ambassadeur aux Pays-Bas entre 1611 et juin 1613 quand il est remplacé par Benjamin Aubéry, puis dans les Pays-Bas espagnols. Il retourna en Hollande en 1614.
Il a été nommé intendant de l'armée du maréchal de Boisdauphin en 1615. En 1616 il a reçu une commission pour mettre en place un Parlement en Béarn qui a été créé par Louis XIII sous le nom de parlement de Navarre séant à Pau, en 1620.
Il a assez vécu pour voir le début de carrière d'Armand du Plessis, futur cardinal de Richelieu, avant sa mort en 1617.

## Ouvrages
- Traicté de la cour, ou instruction des courtisans[4] (1616). Ouvrage de vulgarisation sur l'art du courtisan, le Traicté de la Cour, ou Instruction des courtisans a d'abord été publié anonymement en Hollande en 1616. Il se compose de deux livres, dont le premier est traditionnel et de nature générale.
Eustache de Refuge est surtout connu pour le deuxième livre du Traité qui est un manuel d'instruction pour le succès à la cour. Il est un exemple précoce d'un ouvrage complet sur la manière dont un courtisan doit se comporter, et donne des conseils qui sont encore appliqués et considérés comme  généralement pertinents aujourd'hui. Il définit le comportement à respecter à chaque étape d'une carrière, et précise la façon de répondre à de nombreuses circonstances particulières. Le Livre deux du Traité était encore un ouvrage populaire un siècle après sa publication, avec plus de trente éditions en français, en anglais, en italien, en allemand et en latin[5]

- Géographie historique, universelle et Particulière, avec un traité de la préséance du roi de France contre celui d'Espagne, par feu M. de Refuge (publié 1645), une enquête sur la politique et la géographie du monde alors connu.

- Traité de la réforme de la justice (c.1615), écrit en tout ou en partie par Eustache de Refuge, éventuellement basé sur un texte de Michel de l'Hôpital, qui était chancelier de France entre 1560 et 1567, concernant les organisations et le gouvernement.

- Le secret des cours ou les Mémoires de Walsingham, secrétaire d'État sous la reine Élisabeth, contenant les maximes de politique nécessaires aux courtisans & aux ministres d'État avec les remarques de Robert Naton sur le règne et les favoris de cette princesse, est le 2e livre du Traité de la cour traduit en anglais par Edward Walsingham sous le titre Le Secret des cours, ou le Journal de Walsingham, puis retraduit en français par Louis Boulesteis de La Contie.

- Le Conseiller d'estat ou recueil des plus générales considérations servant au maniement des affaires publiques, 1645, anonyme attribué à Eustache de Refuge. C'est un ouvrage destiné à l'homme placé aux affaires ayant une ambition personnelle. Il distingue le monde rêvé par les moralistes de la dure réalité et base ses réflexions sur l'histoire plutôt que sur une philosophie naïve. Le problème du courtisan est de trouver sa voie pour survivre et prospérer dans ce monde. Dans cette étude il va plus loin que Machiavel. Il y fait aussi appel à une psychologie des humeurs qu'il a peut-être adaptée des écrits de Juan Huarte[6]

## Armoiries
| Blason | Blasonnement : D’argent aux deux fasces de gueules et aux deux bisses affrontées d’azur en pal, languées de gueules, brochant sur le tout. |